# Stanisław Ptaszycki
Stanisław Ptaszycki (ur. 12 kwietnia 1853 w Kuzowie, zm. 20 grudnia 1933 w Warszawie) – polski historyk, historyk literatury polskiej, wydawca, archiwista.

## Życiorys
Urodził się w rodzinie szlacheckiej, szkołę średnią ukończył w Wilnie. W 1877 skończył studia na wydziale Historyczno-Filologicznym Uniwersytetu Petersburskiego. Następnie podjął pracę jako asystent przy katedrze filologii słowiańskiej, równolegle pracując w latach 1879–1912 jako nauczyciel języka rosyjskiego i łaciny w petersburskich prywatnych gimnazjach. W Petersburgu został też zatrudniony jako tłumacz-archiwista i opiekun Metryki Litewskiej w Ministerstwie Sprawiedliwości. Wykładał także w wileńskim seminarium duchownym. Po wybuchu I wojny światowej uczestniczył w pracach Polskiego Towarzystwa Pomocy Ofiarom Wojny. 
Po odzyskaniu niepodległości wrócił do Polski, gdzie został współorganizatorem Uniwersytetu Lubelskiego (późniejszego KUL): piastował tu stanowisko profesora, dziekana Wydziału Humanistycznego, dyrektora Biblioteki Uniwersyteckiej, następnie był profesorem nauk pomocniczych historii na Uniwersytecie w Wilnie. 
W latach 1918–1926 był dyrektorem Archiwum Państwowego w Lublinie, potem objął stanowisko naczelnego dyrektora Wydziału Archiwów Państwowych w Ministerstwie Wyznań Religijnych i Oświecenia Publicznego. 
Był bardzo aktywny na różnych polach: uczestniczył w pracach rewindykacyjnych materiałów wywiezionych do Rosji, prowadził kursy archiwalne, był pierwszym redaktorem czasopisma „Archeion”.
Autor ponad 130 publikacji, przede wszystkim „Encyklopedii nauk pomocniczych historii i literatury polskiej” (wyd. 1919 i 1922) oraz inwentarza Metryki Litewskiej (wyd. 1887). W swoich opracowaniach poruszał różnorodną tematykę, m.in. dzieje literatury polskiej, historię Litwy, drukarstwa i bibliotek, w swoim dorobku ma też liczne recenzje i omówienia. 
Był członkiem licznych towarzystw naukowych, uczestnikiem wielu zjazdów i konferencji. 
Udzielał się w pracy społecznej: jeszcze w Petersburgu był kuratorem taniej kuchni dla polskiej młodzieży z ramienia Towarzystwa Dobroczynności i Zarządu Kościoła św. Katarzyny oraz prezesem Towarzystwa Polskiej Macierzy Szkolnej. 
Żonaty z Zofią Wyrzykowską (zm. 1906), miał z nią syna Stanisława (ur. 1892, w okresie międzywojennym konsul RP w Pile i Opolu). 
Zmarł w Warszawie, pochowany na cmentarzu w Bielsku Podlaskim.

## Ordery i odznaczenia
- Krzyż Komandorski Orderu Odrodzenia Polski (30 kwietnia 1927)[1]
- Krzyż Kawalerski Orderu Odrodzenia Polski (2 maja 1923)[2][3]
- Złoty Krzyż Zasługi (10 listopada 1933)[4]
- Medal Dziesięciolecia Odzyskanej Niepodległości (1928)
- Krzyż „Pro fide et Ecclesia in Russia merito” (1931)
- Krzyż Kawalerski Orderu św. Grzegorza Wielkiego (Watykan, 1920)

## Dzieła
- Encyklopedja nauk pomocniczych historji i literatury polskiej (1921).